# Чёрный замок Ольшанский (фильм)
«Чёрный замок Ольшанский» — советский телефильм 1984 года, снятый в жанре исторического детектива по одноимённому роману Владимира Короткевича.

## Сюжет
В XVII веке князь Ольшанский украл казну повстанцев, но пропал, оставив документ, в котором указал местонахождение богатств. В наши дни последний потомок князей Ольшанских нашёл этот документ у одного букиниста, с которым начали происходить странные вещи.

## В ролях
- Виктор Евграфов — Антон Космич, историк / Валюжинич
- Риманте Крилавичюте — Сташка / Гордислава
- Эдуард Марцевич — Марьян Пташинский, историк
- Леонид Марков — Лыгановский, врач-психиатр
- Геннадий Гарбук — Лопотуха
- Стасис Пятронайтис — Высоцкий
- Юрий Катин-Ярцев — Мультан, сторож замка
- Генрикас Кураускас — Хилинский
- Игорь Васильев — князь Витовт Ольшанский
- Михаил Матвеев — ловчий князя Витовта
- Здислав Стомма — пан Панольчик, продавец табачного ларька
- Пётр Юрченков-старший — Михаил Иванович Змогитель, филолог, преподаватель белорусского языка
- Юрий Ступаков — председатель колхоза
- Иван Мацкевич — Гончаренок
- Александр Рахленко — Клепча
- Виктор Лебедев — Станкевич
- Нина Розанцева — жена Лопотухи

## Съёмочная группа
- Режиссёр-постановщик — Михаил Пташук
- Автор сценария — Владимир Короткевич
- Оператор-постановщик — Татьяна Логинова
- Звукорежиссёр — Сергей Чупров
- Композитор — Сергей Кортес
- Художник по костюмам — Элеонора Семёнова